# Roma (film 2018)
Roma – meksykańsko-amerykański film dramatyczny z 2018 roku w reżyserii Alfonso Cuaróna.
Film, którego fabuła osadzona jest w 1970 i 1971 roku, jest częściowo autobiograficzną opowieścią reżysera o czasach jego dzieciństwa spędzonego w mieście Meksyk i o losach gospodyni domowej prowadzącej dom rodziny z klasy średniej.
Tytuł filmu nawiązuje do jednej z dzielnic Meksyku, Colonia Roma.
Premiera odbyła się 30 sierpnia 2018 podczas 75. MFF w Wenecji, gdzie obraz zdobył nagrodę główną Złotego Lwa. Film otrzymał dziesięć nominacji do nagród Amerykańskiej Akademii Sztuki i Wiedzy Filmowej za 2018 (w tym za najlepszy film, najlepszą reżyserię oraz najlepszy scenariusz oryginalny). Podczas 91. ceremonii wręczenia Oscarów zdobył 3 nagrody: dla najlepszego reżysera, za najlepsze zdjęcia i jako najlepszy film nieanglojęzyczny.

## Obsada
- Yalitza Aparicio jako Cleodegaria „Cleo” Gutiérrez
- Marina de Tavira jako Sofía
- Fernando Grediaga jako Antonio
- Jorge Antonio Guerrero jako Fermín
- Marco Graf jako Pepe
- Daniela Demesa jako Sofi
- Diego Cortina Autrey jako Toño
- Carlos Peralta jako Paco
- Nancy García jako Adela
- Verónica García jako Teresa
- José Manuel Guerrero Mendoza jako Ramón
- Latin Lover jako professor Zovek

## Fabuła
Akcja filmu rozgrywa się w Meksyku na początku lat 70. Cleo pracuje jako gosposia w domu zamożnej rodziny, gdzie zajmuje się opieką nad czwórką dzieci i sprzątaniem. Przyjaźni się też z drugą gosposią Adelą. Pozornie szczęśliwe życie rodziny zmienia się, gdy Antonio zostawia swoją żonę Sofię. Kobiecie trudno pogodzić się z nową sytuacją, więc mówi dzieciom, że ojciec wyjechał w podróż służbową do Kanady. W tym samym czasie Cleo zachodzi w nieplanowaną ciążę, a jej chłopak Fermin na wieść o tym porzuca ją. W wyniku tych zdarzeń obie kobiety zbliżają się do siebie.

## Nagrody i nominacje
| Nagroda Akademii Filmowej                                                   | Najlepszy film                                                                  | nominacja |
| Nagroda Akademii Filmowej                                                   | Najlepsza aktorka pierwszoplanowa (Yalitza Aparicio)                            | nominacja |
| Nagroda Akademii Filmowej                                                   | Najlepsza aktorka drugoplanowa (Marina de Tavira)                               | nominacja |
| Nagroda Akademii Filmowej                                                   | Najlepszy reżyser (Alfonso Cuarón)                                              | nagroda   |
| Nagroda Akademii Filmowej                                                   | Najlepszy scenariusz oryginalny (Alfonso Cuarón)                                | nominacja |
| Nagroda Akademii Filmowej                                                   | Najlepszy film nieanglojęzyczny                                                 | nagroda   |
| Nagroda Akademii Filmowej                                                   | Najlepsza scenografia (Bárbara Enríquez, Eugenio Caballero)                     | nominacja |
| Nagroda Akademii Filmowej                                                   | Najlepsze zdjęcia (Alfonso Cuarón)                                              | nagroda   |
| Nagroda Akademii Filmowej                                                   | Najlepszy dźwięk (Craig Henighan, José Antonio García, Skip Lievsay)            | nominacja |
| Nagroda Akademii Filmowej                                                   | Najlepszy montaż dźwięku (Sergio Diaz, Skip Lievsay)                            | nominacja |
| Nagroda Brytyjskiej Akademii Filmowej                                       | Najlepszy film                                                                  | nagroda   |
| Nagroda Brytyjskiej Akademii Filmowej                                       | Najlepszy reżyser                                                               | nagroda   |
| Nagroda Brytyjskiej Akademii Filmowej                                       | Najlepszy film nieanglojęzyczny                                                 | nagroda   |
| Nagroda Brytyjskiej Akademii Filmowej                                       | Najlepsze zdjęcia                                                               | nagroda   |
| Nagroda Brytyjskiej Akademii Filmowej                                       | Najlepszy scenariusz oryginalny                                                 | nominacja |
| Nagroda Brytyjskiej Akademii Filmowej                                       | Najlepsza scenografia                                                           | nominacja |
| Nagroda Brytyjskiej Akademii Filmowej                                       | Najlepszy montaż                                                                | nominacja |
| 75. MFF w Wenecji                                                           | Nagroda Katolickiej Organizacji Kinematografii i Sztuki Audiowizualnej (SIGNIS) | nagroda   |
| 75. MFF w Wenecji                                                           | Złoty Lew                                                                       | nagroda   |
| Critics’ Choice                                                             | Najlepszy film                                                                  | nagroda   |
| Critics’ Choice                                                             | Najlepszy reżyser                                                               | nagroda   |
| Critics’ Choice                                                             | Najlepszy film zagraniczny                                                      | nagroda   |
| Critics’ Choice                                                             | Najlepsze zdjęcia                                                               | nagroda   |
| Critics’ Choice                                                             | Najlepsza aktorka                                                               | nominacja |
| Critics’ Choice                                                             | Najlepszy scenariusz oryginalny                                                 | nominacja |
| Critics’ Choice                                                             | Najlepsza scenografia                                                           | nominacja |
| Critics’ Choice                                                             | Najlepszy montaż                                                                | nominacja |
| Nagroda Satelita (IPA)                                                      | Najlepszy reżyser                                                               | nagroda   |
| Nagroda Satelita (IPA)                                                      | Najlepszy film zagraniczny                                                      | nagroda   |
| Nagroda Satelita (IPA)                                                      | Najlepszy scenariusz oryginalny                                                 | nagroda   |
| Nagroda Satelita (IPA)                                                      | Najlepszy montaż                                                                | nagroda   |
| Nagroda Satelita (IPA)                                                      | Najlepsza aktorka w dramacie                                                    | nominacja |
| Nagroda Satelita (IPA)                                                      | Najlepsze zdjęcia                                                               | nominacja |
| Nagroda Satelita (IPA)                                                      | Najlepsza scenografia                                                           | nominacja |
| Nagroda Satelita (IPA)                                                      | Najlepszy dźwięk                                                                | nominacja |
| Independent Spirit Awards                                                   | Najlepszy film zagraniczny                                                      | nominacja |
| Goya (AACCE)                                                                | Najlepszy zagraniczny film hiszpańskojęzyczny                                   | nagroda   |
| Camerimage                                                                  | Najlepszy operator                                                              | nagroda   |
| AACTA Awards (Australian Academy of Cinema and Television Arts)             | Najlepszy film zagraniczny                                                      | nagroda   |
| AACTA Awards (Australian Academy of Cinema and Television Arts)             | Najlepszy reżyser zagraniczny                                                   | nagroda   |
| AACTA Awards (Australian Academy of Cinema and Television Arts)             | Najlepszy scenariusz zagraniczny                                                | nominacja |
| Amerykańska Gildia Producentów Filmowych                                    | Nagroda im. Darryla F. Zanucka dla najlepszego producenta filmowego             | nominacja |
| Amerykańska Gildia Reżyserów Filmowych                                      | Najlepsze osiągnięcie reżyserskie w filmie fabularnym                           | nagroda   |
| Amerykańska Gildia Scenarzystów                                             | Najlepszy scenariusz oryginalny                                                 | nominacja |
| Amerykańska Gildia Scenografów                                              | Najlepsza scenografia w filmie kostiumowym                                      | nominacja |
| Amerykańskie Stowarzyszenie Krytyków Filmowych                              | Najlepszy reżyser                                                               | nagroda   |
| Amerykańskie Stowarzyszenie Krytyków Filmowych                              | Najlepsze zdjęcia                                                               | nagroda   |
| Amerykańskie Stowarzyszenie Krytyków Filmowych                              | Najlepszy film zagraniczny                                                      | nagroda   |
| Amerykańskie Stowarzyszenie Montażystów                                     | Najlepszy montaż dramatu                                                        | nominacja |
| Amerykańskie Stowarzyszenie Operatorów Filmowych                            | Najlepsze zdjęcia do filmu fabularnego                                          | nominacja |
| BIFA (British Independent Film Award)                                       | Najlepszy film zagraniczny                                                      | nagroda   |
| Bostońskie Stowarzyszenie Krytyków Filmowych                                | Najlepsze zdjęcia                                                               | nagroda   |
| Nowojorskie Niezależne Nagrody Filmowe Gotham (Independent Feature Project) | Najlepsza przełomowa rola aktorska                                              | nominacja |
| Międzynarodowy Festiwal Filmowy w Toronto                                   | Nagroda Publiczności (3 miejsce)                                                | nagroda   |
| Międzynarodowy Festiwal Filmowy w Toronto                                   | Nagroda Festiwalowa w sekcji „Prezentacje Specjalne” (Special Presentations)    | nominacja |
| National Board of Review                                                    | Najlepsze filmy roku                                                            | nominacja |
| Robert (Duńska Akademia Filmowa)                                            | Najlepszy film nieamerykański                                                   | nominacja |
| Stowarzyszenie Krytyków Filmowych z Los Angeles (LAFCA)                     | Najlepszy reżyser                                                               | nagroda   |
| Stowarzyszenie Krytyków Filmowych z Los Angeles (LAFCA)                     | Najlepsze zdjęcia                                                               | nagroda   |
| Stowarzyszenie Nowojorskich Krytyków Filmowych                              | Najlepszy film                                                                  | nagroda   |
| Stowarzyszenie Nowojorskich Krytyków Filmowych                              | Najlepszy reżyser                                                               | nagroda   |
| Stowarzyszenie Nowojorskich Krytyków Filmowych                              | Najlepsze zdjęcia                                                               | nagroda   |
| Złote Szpule (Amerykańskie Stowarzyszenie Montażystów Dźwięku)              | Najlepszy montaż dźwięku w filmie pełnometrażowym – dialogi i technika ADR      | nominacja |
| Złote Szpule (Amerykańskie Stowarzyszenie Montażystów Dźwięku)              | Najlepszy montaż dźwięku w filmie pełnometrażowym – efekty i imitacje dźwiękowe | nominacja |
| Złote Szpule (Amerykańskie Stowarzyszenie Montażystów Dźwięku)              | Najlepszy montaż tła muzycznego w filmie pełnometrażowym                        | nominacja |